# Szentmihályi Antal
Szentmihályi Antal (Győr, 1939. június 13. –) olimpiai bajnok magyar labdarúgó, kapus, edző. Fia Szentmihályi Gábor, Michel, az Első Emelet és a Rapülők egykori dobosa.

## Pályafutása

### Játékosként
1952-ben kezdte meg pályafutását egy kis győri csapatnál, a Textilesnél, majd egy évvel később a Győri Vasas ETO-hoz került. Bár 1959-ben kiesett az ETO, a Budapesti Vasas leigazolta. Gyorsan az első számú kapusává vált a csapatnak. 1961-ben volt első nagy sikere, amikor a Vasassal megnyerte a magyar bajnokságot, melyet egy évvel később sikerült megismételnie.
Tagja volt az 1964-es tokiói olimpián győztes magyar labdarúgó-válogatottnak és az 1964-es labdarúgó-Európa-bajnokság bronzérmes válogatottnak. 1965-ben igazolt el az Újpesthez. Részt vett az 1966-os angliai világbajnokságon is. 1969-ben ezüstérmet szerzett a Vásárvárosok Kupáján, majd 1970-ben megnyerte a Magyar Népköztársasági Kupáját. 1969-ben szerezte meg első bajnoki címét új csapatával, amit 1974-ig sorozatban ötször megvédett. 1974-ben az elődöntőbe jutott a Bajnokcsapatok Európa Kupájában. Ugyanebben az évben fejezte be aktív pályafutását.

### Edzőként
1975-ben az Újpest utánpótlás-szakágvezetője lett, majd 1976-ban szakedzői diplomát szerez a Testnevelési Főiskolán. 1977-ben a Székesfehérvári MÁV Előre, majd 1979-ben a Tatabányai Bányász vezetőedzője lett. 1980-ban az MTK–VM, majd 1981-ben a Videoton, 1982-ben pedig a BVSC vezetőedzője volt.
1983-ban külföldre ment, a kuvaiti ál-Dzsáhra, majd az ál-Sábáb edzője volt. 1987-ben tért haza, amikor a Kecskeméti SC vezetőedzője lett, 1988 és 1991 között újra a Tatabányai Bányász vezetőedzője volt. 1991-ben rövid ideig a Volán FC szaktanácsadójaként tevékenykedett, majd a katari ál-Kol, később 1993-tól 1996 végéig a Maldív-szigeteki Valencia edzőjeként dolgozott, közben 1994-ben rövid ideig a Diósgyőri FC szakmai vezetője volt. 1997-ben vonult nyugdíjba.

## Sikerei, díjai

### Játékosként
- Magyar bajnokság
  - bajnok: 1960–61, 1961–62, 1969, 1970-tavasz, 1970–71, 1971–1972, 1972–73, 1973–74
  - 2.: 1967, 1968
  - 3.: 1959–60, 1965
- Magyar Népköztársasági kupa
  - győztes: 1969, 1970
- Bajnokcsapatok Európa-kupája (BEK)
  - elődöntős: 1973–74
  - negyeddöntős: 1971–72, 1972–73
- Vásárvárosok kupája (VVK)
  - negyeddöntős: 1965–66
- Közép-európai kupa (KK)
  - győztes: 1962
  - döntős: 1963
- Olimpiai játékok
  - aranyérmes: 1964, Tokió
- Európa-bajnokság
  - 3.: 1964, Spanyolország
- Világbajnokság
  - 6.: 1966, Anglia

## Statisztika

### Mérkőzései a válogatottban
| Magyarország | Magyarország         | Magyarország                          | Magyarország  | Magyarország | Magyarország  | Magyarország       | Magyarország | Magyarország |
| #            | Dátum                | Helyszín                              | Hazai         | Eredmény     | Vendég        | Kiírás             | Gólok        | Esemény      |
| ------------ | -------------------- | ------------------------------------- | ------------- | ------------ | ------------- | ------------------ | ------------ | ------------ |
| 1.           | 1961. december 9.    | Santiago, Estadio Nacional            | Chile         | 5 – 1        | Magyarország  | barátságos         | -            | 46'          |
| 2.           | 1962. szeptember 2.  | Poznań, Warta-stadion                 | Lengyelország | 0 – 2        | Magyarország  | barátságos         | -            |              |
| 3.           | 1962. október 14.    | Budapest, Népstadion                  | Magyarország  | 0 – 1        | Jugoszlávia   | barátságos         | -            | 4'           |
| 4.           | 1962. október 28.    | Budapest, Népstadion                  | Magyarország  | 2 – 0        | Ausztria      | barátságos         | -            |              |
| 5.           | 1962. november 7.    | Budapest, Népstadion                  | Magyarország  | 3 – 1        | Wales         | NEK-selejtező      | -            |              |
| 6.           | 1962. november 11.   | Párizs, Colombes Stadion              | Franciaország | 2 – 3        | Magyarország  | barátságos         | -            |              |
| 7.           | 1963. március 20.    | Cardiff, Ninian Park                  | Wales         | 1 – 1        | Magyarország  | NEK-selejtező      | -            |              |
| 8.           | 1963. május 5.       | Stockholm, Råsunda Stadion            | Svédország    | 2 – 1        | Magyarország  | barátságos         | -            |              |
| 9.           | 1963. szeptember 21. | Moszkva, Lenin-stadion                | Szovjetunió   | 1 – 1        | Magyarország  | barátságos         | -            |              |
| 10.          | 1963. október 6.     | Belgrád, JNA-stadion                  | Jugoszlávia   | 2 – 0        | Magyarország  | barátságos         | -            |              |
| 11.          | 1963. október 19.    | Kelet-Berlin, Walter Ulbricht Stadion | NDK           | 1 – 2        | Magyarország  | NEK-selejtező      | -            |              |
| 12.          | 1963. október 27.    | Budapest, Népstadion                  | Magyarország  | 2 – 1        | Ausztria      | barátságos         | -            |              |
| 13.          | 1963. november 3.    | Budapest, Népstadion                  | Magyarország  | 3 – 3        | NDK           | NEK-selejtező      | -            |              |
| 14.          | 1964. április 25.    | Párizs, Colombes Stadion              | Franciaország | 1 – 3        | Magyarország  | NEK-selejtező      | -            |              |
| 15.          | 1964. május 3.       | Bécs, Práter-stadion                  | Ausztria      | 1 – 0        | Magyarország  | barátságos         | -            |              |
| 16.          | 1964. május 23.      | Budapest, Népstadion                  | Magyarország  | 2 – 1        | Franciaország | NEK-selejtező      | -            |              |
| 17.          | 1964. június 17.     | Madrid, Santiago Bernabéu stadion     | Spanyolország | 2 – 1        | Magyarország  | NEK-elődöntő       | -            |              |
| 18.          | 1964. június 20.     | Barcelona, Camp Nou (ESP)             | Magyarország  | 3 – 1        | Dánia         | NEK 3. helyért     | -            |              |
|              | 1964. október 15.    | Tokió, Komazawa stadion (JPN)         | Magyarország  | 6 – 5        | Jugoszlávia   | olimpiai B csoport | -            |              |
|              | 1964. október 20.    | Tokió, Csicsibu Herceg Stadion (JPN)  | Magyarország  | 6 – 0        | Egyiptom      | olimpiai elődöntő  | -            |              |
|              | 1964. október 23.    | Tokió, Olimpiai stadion (JPN)         | Csehszlovákia | 1 – 2        | Magyarország  | olimpiai döntő     | -            |              |
| 19.          | 1966. május 3.       | Chorzów, Stadion Śląski               | Lengyelország | 1 – 1        | Magyarország  | barátságos         | -            |              |
| 20.          | 1966. június 5.      | Budapest, Népstadion                  | Magyarország  | 3 – 1        | Svájc         | barátságos         | -            |              |
| 21.          | 1966. július 13.     | Manchester, Old Trafford (ENG)        | Portugália    | 3 – 1        | Magyarország  | vb-csoportkör      | -            |              |
| 22.          | 1966. szeptember 7.  | Rotterdam, Feijenoord Stadion         | Hollandia     | 2 – 2        | Magyarország  | Eb-selejtező       | -            |              |
| 23.          | 1966. szeptember 21. | Budapest, Népstadion                  | Magyarország  | 6 – 0        | Dánia         | barátságos         | -            |              |
| 24.          | 1966. szeptember 28. | Budapest, Népstadion                  | Magyarország  | 4 – 2        | Franciaország | barátságos         | -            |              |
| 25.          | 1969. május 25.      | Budapest, Népstadion                  | Magyarország  | 2 – 0        | Csehszlovákia | vb-selejtező       | -            |              |
| 26.          | 1969. június 8.      | Dublin, Lansdowne Road                | Írország      | 1 – 2        | Magyarország  | vb-selejtező       | -            |              |
| 27.          | 1969. június 15.     | Koppenhága, Idrætspark                | Dánia         | 3 – 2        | Magyarország  | vb-selejtező       | -            |              |
| 28.          | 1969. szeptember 14. | Prága, Stadion Letná                  | Csehszlovákia | 3 – 3        | Magyarország  | vb-selejtező       | -            |              |
| 29.          | 1969. szeptember 24. | Stockholm, Råsunda Stadion            | Svédország    | 2 – 0        | Magyarország  | barátságos         | -            |              |
| 30.          | 1969. október 22.    | Budapest, Népstadion                  | Magyarország  | 3 – 0        | Dánia         | vb-selejtező       | -            |              |
| 31.          | 1969. december 3.    | Marseille, Stade Vélodrome (FRA)      | Csehszlovákia | 4 – 1        | Magyarország  | vb-selejtező       | -            |              |
|              | Összesen             |                                       |               | 31           | mérkőzés      |                    | 0            | gól          |